# 巴尔德纳克
巴尔德纳克（法語：Bardenac，法語發音：[baʁdənak]）是法国夏朗德省的一个市镇，属于昂古莱姆区。

## 地理
巴尔德纳克（45°18'3"N, 0°0'53"W）面积8.04 平方千米，位于法国新阿基坦大区夏朗德省，该省份为法国西部内陆省份，北起德塞夫勒省和维埃纳省，东临上维埃纳省，东南至多尔多涅省，南至多爾多涅省，西接滨海夏朗德省。
与巴尔德纳克接壤的市镇（或旧市镇、城区）包括：布里苏沙莱、布罗萨克、屈拉克、圣瓦利耶、伊维耶。

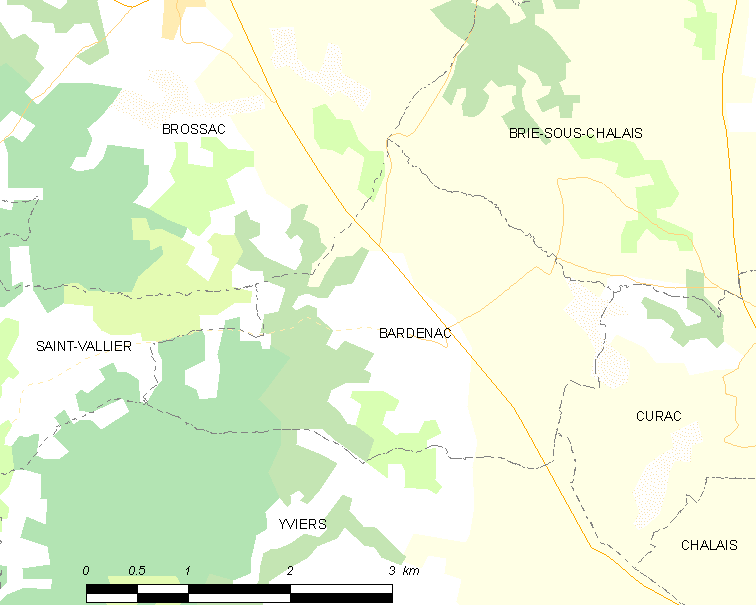
巴尔德纳克的OSM定位图

巴尔德纳克的时区为UTC+01:00、UTC+02:00（夏令时）。

## 行政
巴尔德纳克的邮政编码为16210，INSEE市镇编码为16029。

## 政治
巴尔德纳克所属的省级选区为蒂德-拉瓦莱特县。

## 人口

1962-2008年间巴尔德纳克人口变化图示

巴尔德纳克于2022年1月1日时的人口数量为217人。